# Stylophone

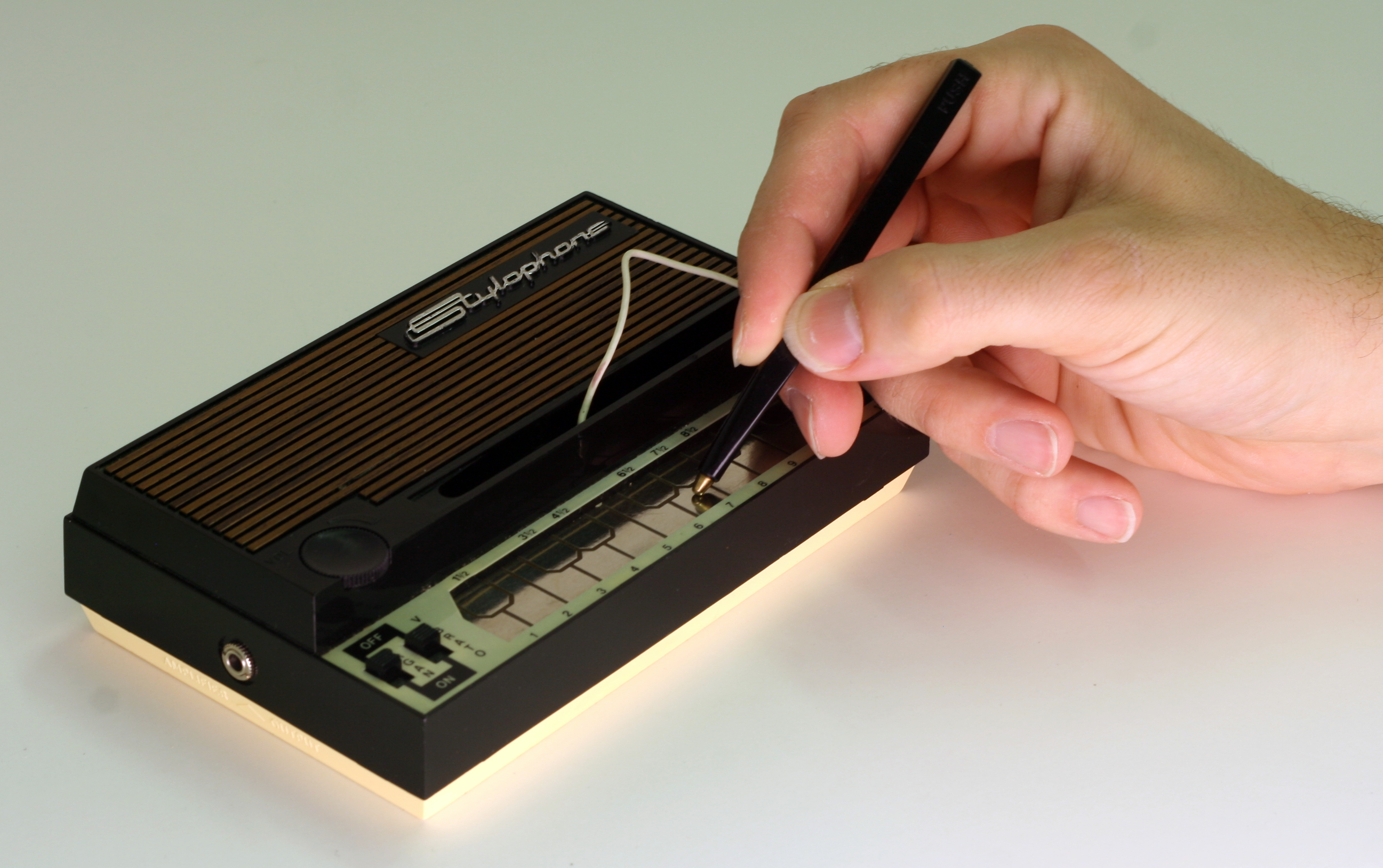
En stylophone från mitten på 1970-talet.

En stylophone (eller stylofon) är en brittisk miniatyrversion av en analog keyboard som spelas med en stylus. Den uppfanns 1967 av Brian Jarvis och började produceras året därpå, då den tillverkades av Dubreq. Den består av ett tangentbord av metall som spelas på genom att vidröra tangenterna med en stylus, där varje not är ansluten till en spänningskontrollerad oscillator via en resistor, som sluter en krets. De andra kontrollerna var en strömbrytare och en vibratokontroll på den främre panelen bredvid tangentbordet. Ungefär tre miljoner stylophones såldes, mestadels som leksaker.
Instrumentet fanns tillgänglig i tre varianter: standard, bass och treble, där standardvarianten är den vanligaste. Det fanns även en större version av instrumentet under namnet "350S" som bl.a. har fler tangenter och två stylusar. I mitten på 1970-talet lanserades en ny modell som hade en volymkontroll och konstgjort trä på högtalarpanelen. Den släpptes kort innan instrumentet slutade tillverkas helt och hållet år 1975.
Instrumentet används i flera låtar, bl.a. David Bowies "Space Oddity" (1969), Kraftwerks "Taschenrechner" (1981) och The White Stripes "Icky Thump" (2007).
I oktober 2007, 28 år efter att Stylophone hade upphört med tillverkningen, återlanserade leksaksföretaget Re:creation, i samarbete med Dubreq Ltd. (reformerat 2003 av Ben Jarvis, son till den ursprungliga uppfinnaren), Stylophone. 2007 års revivalmodell, tillverkad i Kina och kallades officiellt S1, är en digital kopia som liknar 1960-talets original men har en volymkontroll, ljudgenomströmning och två nya ljud.
Stylofon S2
I december 2012 släppte Dubreq Series 2 Stylophone, en brittisktillverkad, äkta analog synthesizer i begränsad upplaga.
Stylofon Beatbox
Denna modell avviker från den normala lådformade stylofonen. Det är ett huvudsakligen runt fodral som har en cirkulär knappsats som innehåller 13 kontaktytor. Den erbjuder tre ljudbanker och en tempokontroll. Den har också en grundläggande inspelnings-/slingfunktion.
Stylophone Gen X-1
I januari 2017 släppte Dubreq detaljer om Stylophone Gen X-1 bärbara analoga synthesizer. [ 6 ] Den designades och tillverkades av Dubreq. [ 7 ] Gen X-1 har ytterligare kontroller för LFO, analog fördröjning, lågpassfilter och enveloppinställningar. Den innehåller också sub-oktavswitchar och en ingång så att den kan användas som en effektenhet.
Stylofon GEN R-8
2019 tillkännagav Dubreq Gen R-8, en begränsad upplaga, helt analog, metallhölje Stylophone. Denna version har funktioner som ses på dyrare analoga syntar och är betydligt större än standardmodellen. En initial batch på 500 har släppts.
Stylophone Analog Sound S1
2020 släppte Dubreq en ersättare för 2007 års S1. Den nya modellen är visuellt lik sin föregångare men har mindre rundade hörn och ingen extra ingång. Internt har de digitala samplade ljuden ersatts av en analog oscillator baserad på en 555 timer IC, och tonväljaren erbjuder tre oktavområden. Ljudet är mycket mer likt 1970-talsversionerna.
Bowie Limited Edition
2021 lanserade Dubreq en begränsad upplaga av Analog S1 som en hyllning till den bortgångne David Bowie. Denna modell har en helvit finish, har en officiell Bowie-logotyp ingjuten i det kromade gallret och inkluderar ett färgtryckt häfte med foton, intervjuer och tablåer för ett urval av Bowies låtar. 
Stylofon Beat
I oktober 2023 släppte Dubreq efterföljaren till Stylophone Beatbox, Stylophone Beat.